# شعب موكين

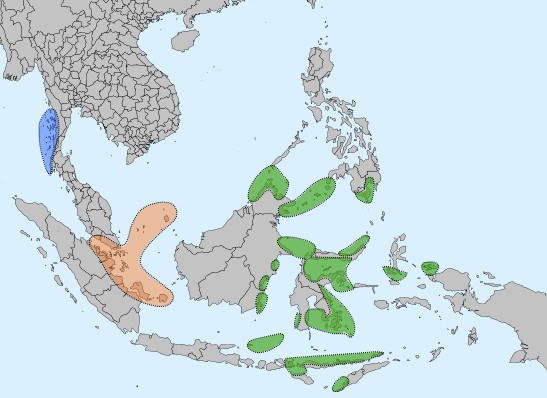
المناطق التي يقطنها ما يُعرف بـ«بدو البحر»".
الموكين
اورانغ لاوت
الباجاو

الموكين (بالبورمية: ဆလုံ လူမျိုး)‏ (بالتايلندية: ชาวเล)‏ أو (ماوكين أو مورغان؛ وتعني شعب البحر)، هو شعب أسترونيزي من أرخبيل ميرغوي، وهي مجموعة تتألف من نحو 800 جزيرة تتبع لكل من بورما وتايلاند. يعيش أغلب شعب موكين الذين يتراوح عددهم بين 2000 و3000 نسمة نمط حياة شبه بدوي قائم على الصيد وجمع الثمار ومستندًا بشكل كبير على البحر، إلا أن هذا النمط أصبح مهددًا على نحو متزايد.
لدى شعب الموكين هوية مشتركة، إذ يتحدث 1500 رجل و1500 امرأة لغة الموكين، وهي لغة أسترونيزية مُميزة. لم تحظى المحاولات التي بذلتها حكومتا تايلاند وبورما لدمج الموكين في الثقافة الإقليمية الأوسع سوى بنجاح محدود للغاية. يواجه الموكين مستقبلًا مبهمًا، إذ إن أعدادهم باتت في انخفاض، وتسبب نمط حياتهم البدوي ووضعهم القانوني غير المستقر بوضعهم على هامش قوانين الملكية والهجرة الحديثة، وبرامج حماية البحار والتنمية وتشديد سياسات الحدود.

## نمط الحياة
تُمكّن معرفة شعب الموكين بالبحر من اعتمادهم في العيش الحياة على الحيوانات والنباتات البحرية مستخدمين أدوات بسيطة مثل شبكات الصيد والرماح بحثًا عن الغذاء، وهو ما يسمح لهم بالتأثير على البيئة على نحو أقل من أشكال المعيشة الأخرى الأكثر كثافة. فضلًا عن ذلك، يسمح تنقلهم المتكرر ضمن جماعات مؤلفة من اثنتين إلى 10 عائلات للأرض بالراحة ويحد من الإفراط في استخدامها والاعتماد عليها. يعتبر شعب الموكين قائمًا على الصيد والجمع نظرًا لنمط الحياة البدوي وقلة التراكم الجيد للمواد لديهم. يؤمنون أيضًا بأن الموارد الطبيعية لا يمكن أن تكون مملوكة بشكل فردي، بل هي بالأحرى شيء يمكن للمجتمع بأسره الوصول إليه دون قيود. يتبع مجتمعهم القائم على المساواة عبادة أسلافهم، إذ غالبًا ما يحضرون كائنات خارقة للطبيعة تحمل قرابين من الطعام. في الآونة الأخيرة، بدأ شعب الموكين بالتواصل مع المحيط والمتاجرة ببعض الأطعمة (مثل خيار البحر وأعشاش الطيور الصالحة للأكل)، وكذلك بالمنتجات البحرية مثل اللؤلؤ وغيره من الضروريات الأخرى في الأسواق المحلية. أيضًا ساهمت التجارة والأوبئة (مثل الكوليرا والجدري) باتباعهم نمط الحياة البدوي من أجل جمع منتجات متنوعة للتجارة وتجنب انتشار الأمراض القاتلة. إذا بدأ انتشار وباء ما، فإن الأفراد المصابين سوف يظلون في الموقع ذاته مستعينين بقدر ضئيل من التدابير اللازمة، في حين يرحل الأفراد الأصحاء إلى مكان جديد. يكمن الأمل هنا في أن تمنح هذه الأحكام للمرضى وقتًا كافٍ للتعافي، في حين لا تهدد بقية أفراد مجموعة الأقارب بمرضهم. أيضًا، يمكن أن يقلل أسلوب الحياة البدوي من الصراع الجماعي، إذ قد تترك الأطراف المتأثرة مجموعة من الاقارب وتدخل أخرى لخلق بعض المسافة والسماح للعداء بأن يخمد. بعد مرور بعض الوقت ورؤية الأطراف المتخاصمة لبعضها البعض مرة أخرى، ستقل كثافة الجدل مما سيؤدي إلى علاقات أكثر ودية.
أثناء موسم الرياح الموسمية الجافة في الشمال الشرقي (عندما يكون البحر هادئًا نسبيًا)، يعيش شعب الموكين على قواربهم التي يطلق عليها اسم «كابانغ»، والتي لا تخدم كوسيلة نقل فحسب، بل وأيضا كمطبخ، وغرفة نوم، وغرفة معيشة. في وقت سابق، استخدم الموكين «كبانغ كومان» (زورق محفور مزود بشفير علوي مكون من خشب خفيف ذو جذع طويل). لبناء القارب، يتم تركيب القطع المختلفة في بعضها البعض مع الموارد الطبيعية التي يمكن للموكين إيجادها على الأرض. توقف استخدام هذا القارب قبل أكثر من 40 عامًا، إذ تآكل الخشب بفعل المياه المالحة في غضون ثلاثة إلى ستة أشهر، ولذلك تم ابتكار تقنيات جديدة لخلق قوارب أكثر قوة.